# Farigia foliata
Farigia foliata är en fjärilsart som beskrevs av William Schaus 1910. Farigia foliata ingår i släktet Farigia och familjen tandspinnare. Inga underarter finns listade i Catalogue of Life.